# Onychopterocheilus tertius
Onychopterocheilus tertius är en stekelart som först beskrevs av Giordani Soika 1970.  Onychopterocheilus tertius ingår i släktet Onychopterocheilus och familjen Eumenidae. Inga underarter finns listade i Catalogue of Life.